# Liu Shasha
Liu Shasha (* 1993 oder 1994) ist eine chinesische Poolbillardspielerin. Sie wurde 2009, 2014 und 2015 Weltmeisterin in der Disziplin 9-Ball.

## Karriere

### Einzel
Im November 2009 wurde Liu Shasha im Alter von 16 Jahren durch einen Finalsieg gegen Karen Corr 9-Ball-Weltmeisterin. Ein Jahr später schied sie im Halbfinale aus. Bei den China Open erreichte sie 2010 das Viertelfinale. Im November 2010 gewann sie bei den Asienspielen im Finale gegen die Südkoreanerin Kim Ga-young die Goldmedaille im 8-Ball-Einzel. Im April 2011 schaffte sie es bei den Philippines Open ins Halbfinale und wenige Tage später bei den Beijing Open ins Viertelfinale. Im September 2011 schied sie bei der 9-Ball-Weltmeisterschaft im Viertelfinale aus, ebenso bei der 10-Ball-WM 2011. Bei der 9-Ball-WM 2012 verlor sie im Halbfinale mit 8:9 gegen die spätere Weltmeisterin Kelly Fisher und besiegte anschließend die Taiwanerin Tsai Pei-chen im Spiel um Platz drei mit 9:6. Bei der 10-Ball-WM 2012 schied sie im Viertelfinale aus.
Im Mai 2013 gewann Liu Shasha durch einen 9:8-Sieg im Finale gegen ihre Landsfrau Chen Siming die China Open. Im August 2013 unterlag sie im Halbfinale der 9-Ball-Weltmeisterschaft der Taiwanerin Lin Yuan-chun und gewann das Spiel um Platz drei mit 9:3 gegen Tan Ho-yun. Bei der 10-Ball-WM im November 2013 schied sie im Achtelfinale aus. Bei den China Open 2014 erreichte sie das Halbfinale und schied dort gegen die spätere Turniersiegerin Yu Han aus. Im Oktober 2014 wurde Liu durch einen 9:8-Finalsieg gegen Chen Siming zum zweiten Mal 9-Ball-Weltmeisterin. Einen Monat später zog sie ins Finale der All Japan Championship ein und unterlag der Taiwanerin Wu Zhi-ting mit 3:11.
2015 erreichte Liu bei der Chinese 8-Ball World Championship, bei den Amway World Open und bei den China Open das Achtelfinale. Im November 2015 gelang ihr bei der 9-Ball-Weltmeisterschaft durch einen 9:4-Sieg im Finale gegen die Österreicherin Jasmin Ouschan die erfolgreiche Titelverteidigung. Im März 2016 erreichte Liu bei der Chinese 8-Ball World Championship den dritten Platz. Bei den China Open 2016 erreichte sie das Finale, musste sich dort jedoch ihrer Landsfrau Yu Han mit 8:9 geschlagen geben. Im Dezember 2016 schied sie im Achtelfinale der 9-Ball-WM gegen Gao Meng aus.

### Mannschaft
Mit der chinesischen Nationalmannschaft erreichte Liu 2012 das Halbfinale der Team-Weltmeisterschaft. Zwei Jahre später wurde sie mit dem chinesischen Team durch einen 4:2-Finalsieg gegen die Philippinen Weltmeisterin.

## Erfolge
| 9-Ball-Weltmeisterin:        | 2009, 2014, 2015 |
| Asienspiele – 8-Ball-Einzel: | 2010             |
| China Open:                  | 2013             |
| Team-Weltmeisterin:          | 2014             |